# Polo (álbum)
Polo é o segundo álbum de estúdio do cantor brasileiro Hélvio Sodré, lançado pela gravadora Salluz Productions no final de 2011.
O disco foi responsável pela notoriedade nacional do artista baiano, que se destacou com músicas como "Canção da Graça" e "Não Há Motivos". "Aquilo que Tem Mais Valor" foi escolhida como música de trabalho. Por meio do disco, Hélvio foi indicado em duas categorias no prêmio Troféu Promessas em 2013.
| Críticas profissionais | Críticas profissionais |
| Avaliações da crítica  | Avaliações da crítica  |
| Fonte                  | Avaliação              |
| ---------------------- | ---------------------- |
| Fita Bruta             | 6.4/10                 |

## Faixas
1. "Intro"
2. "Aquilo que tem mais valor"
3. "Tempo pra mudar"
4. "Canção da graça"
5. "Livro Santo"
6. "Não há motivos"
7. "Quero ser Teu"
8. "Recomeço"
9. "Ela partiu"
10. "O amor de Deus nos faz cantar"
11. "Curtir a vida"
12. "Você me faz tão bem"
13. "O encontro"
14. "Hosana nas alturas" (Bônus-track)